# Moclobemide
Moclobemide is een reversibele monoamino-oxidaseremmer (MAO-remmer); het remt reversibel de werking van monoamino-oxidase (MAO). Het is alleen geregistreerd als antidepressivum.

## Geschiedenis
Moclobemide, een benzamidederivaat, werd in 1972 voor het eerst gesynthetiseerd door P.C. Wyss in Bazel, Zwitserland. Klinisch onderzoek begon in 1977. Het meeste onderzoek is verricht in Latijns-Amerika en Oostenrijk. Het is de eerste moderne MAO-remmer die voor gebruik werd goedgekeurd in het Verenigd Koninkrijk en Europa.

## Farmacokinetiek

### Absorptie
Moclobemide wordt snel en bijna compleet geabsorbeerd in het maag-darmstelsel.

### Metabolisme
99% van de toegediende moclobemide wordt door de lever afgebroken. Metabolisering bijna volledig door oxidatie, o.a. via CYP2C19 en CYP2D6.

### Interacties
Vanwege het risico van een serotoninesyndroom wordt het middel niet gelijktijdig toegediend met andere serotonerge antidepressiva (SSRI's, clomipramine), selegiline, dextromethorfan, pethidine, tramadol en triptanen.

### Excretie
De metabolieten worden via de nieren uitgescheiden.

### Geregistreerde contra-indicaties
- Acute verwardheidstoestanden.
- Kinderen
- Bekende overgevoeligheid voor moclobemide of een van de hulpstoffen.
- De gecombineerde toediening van moclobemide en selegiline.
- Het gelijktijdig toedienen van verschillende antidepressiva.[2]